# Coelichneumon vehementer
Coelichneumon vehementer là một loài tò vò trong họ Ichneumonidae.